# Christian Früchtl
Christian Früchtl (Bischofsmais, 28 januari 2000) is een Duits voetballer die als doelman speelt. Hij verruilde in de zomer van 2024 Austria Wien voor Lecce. 

## Clubcarrière
Früchtl is afkomstig uit de jeugdopleiding van Bayern München. Op 15 augustus 2017 debuteerde hij voor het tweede elftal in de Regionalliga Bayern. In 2019 promoveerde hij met Bayern München II naar de 3. Liga. Op 20 juli 2019 maakte hij zijn profdebuut in de 3. Liga tegen Würzburger Kickers.

## Interlandcarrière
Früchtl speelde  voor diverse Duitse nationale jeugdselecties.
1 Früchtl ·
2 Pelmard ·
3 Rebić ·
4 Gaspar ·
5 Berisha ·
6 Baschirotto  ·
7 Morente ·
8 Rafia ·
9 Krstović ·
10 Oudin ·
11 Sansone ·
12 Guilbert ·
13 Dorgu ·
14 Helgason ·
16 González ·
19 Jean ·
20 Ramadani ·
21 Bonifazi ·
22 Banda ·
23 Burnete ·
24 Corfitzen ·
25 Gallo ·
27 McJannet ·
28 Esposito ·
29 Coulibaly ·
30 Falcone ·
32 Samooja ·
34 Daka ·
36 Marchwiński ·
40 Hasa ·
42 Addo ·
50 Pierotti ·
75 Pierret ·
77 Kaba ·
98 Borbei ·
Coach: Giampaolo